# Cranbrook/Canadian Rockies International Airport
Cranbrook/Canadian Rockies International Airport är en flygplats i Kanada.   Den ligger i provinsen British Columbia, i den södra delen av landet, 3 000 km väster om huvudstaden Ottawa. Cranbrook/Canadian Rockies International Airport ligger 940 meter över havet.
Terrängen runt Cranbrook/Canadian Rockies International Airport är platt norrut, men söderut är den kuperad. Närmaste större samhälle är Cranbrook, 12,5 km söder om Cranbrook/Canadian Rockies International Airport.
I omgivningarna runt Cranbrook/Canadian Rockies International Airport växer i huvudsak barrskog. Trakten runt Cranbrook/Canadian Rockies International Airport är nära nog obefolkad, med mindre än två invånare per kvadratkilometer.